# 2wo

Logo zespołu

2wo był angielsko-amerykańskim zespołem industrial metalowym, założonym przez lidera Judas Priest, Roba Halforda, po rozpadzie grupy Fight. Był to jeden z wielu pobocznych projektów muzycznych, jakimi zajmował się Halford w latach 90. XX w.

## Krótka Historia Grupy
Zespół został założony przez Halforda w 1996 roku. Krótko potem uformował się skład, do którego dołączyli gitarzysta John 5 (później Marilyn Manson), klawiszowiec James Woolley (eks Nine Inch Nails), Ray Riendeau oraz Sid Riggs. W niedługim czasie grupa podpisała kontrakt z wytwórnią Trenta Reznora, Nothing Records, w której został wydany jej debiutancki album Voyeurs (płyta została wyprodukowana przez Reznora, Boba Marlette jak i Dave'a Ogilivie'a). Płytę promowały dwa single: I Am a Pig (do którego powstał również kontrowersyjny teledysk) jak i Deep in the Ground (wydany jedynie jako promo singel). Komercyjnie krążek poniósł porażkę (nie przypadł do gustu fanom Halforda jak i admiratorom industrial rocka), sprzedając się jedynie w 47 tysiącach egzemplarzy w Stanach Zjednoczonych. Po krótkiej trasie koncertowej, która miała miejsce w 1998 roku, zespół w niedługim czasie zakończył działalność.
W 2002 roku Halford opublikował na swojej stronie internetowej kompilacje Pre-Reznor Mixes, w której znalazły się wersje demo piosenek z Voyeurs, jak i niepublikowane wcześniej utwory.

## Dyskografia
| Tytuł            | Szczegółowe informacje                                       | Pozycja na listach przebojów | Sprzedaż     |
|                  |                                                              | US                           |              |
| ---------------- | ------------------------------------------------------------ | ---------------------------- | ------------ |
| Voyeurs          | - Wydany: 1998 - Wytwórnia: Nothing Records - Format: CD, CS | 176                          | - US: 47 000 |
| Pre-Reznor Mixes | - Wydany: 2002 - Format: MP3                                 | –                            | –            |